# طلبة عصمت
طلبة باشا عصمت قائد عسكري مصري وكان أحد قيادات الثورة العرابية، كان قائد حامية الإسكندرية في 1882 ونائب أحمد عرابي باشا ناظر الجهادية وقتها وكان قائد القوات المصرية في معركة كفر الدوار ثم قائداً للقوات المصرية المرابطة في دمياط.
عمل طلبة باشا عصمت أيضاً كمفاوض في الهدنة مع الأدميرال سيمور عقب قصف الإسكندرية وكان مبعوث من مجلس الوزراء المصري عقب هزيمة الجيش المصري في معركة التل الكبير تم إحتجازه مع عرابي ورفاقه في ثكنات العباسية، ثم تم تقديمهم للمحاكمة فيما عرفت بالزعماء السبعة وهم عرابي باشا ومحمود باشا سامي البارودي ومحمود فهمي باشا ويعقوب سامي باشا وعبد العال حلمي باشا وعلي فهمي باشا، بالإضافة إلى حسن باشا الشريعي وزير الأوقاف في وزارتي راغب والبارودي وعبد الله باشا فكري وزير المعارف في وزارة البارودي.
تم الحكم عليه بالإعدام وتم تخفيف الحكم للنفي في جزيرة سرنديب في سيلان وسافر مع عرابي من السويس،.
وفي فبراير سنة 1900 رخصت الحكومة المصرية لطلبة باشا عصمت بالعودة إلى مصر بعد أن ساءت صحته، وقررت جمعية من الأطباء أنه إذا لم يعُد إلى بلاده فإنه لا يعيش أكثر من خمسة أشهر، وصادق على هذا القرار حاكم الجزيرة فعاد إلى مصر ولكنه لم يعش أكثر من المدة التي توقعها الأطباء، وتوفي في ذلك العام ودُفن في قرافة الإمام الشافعي.